# Cyathura cubana
Cyathura cubana là một loài chân đều trong họ Anthuridae. Loài này được Negoescu miêu tả khoa học năm 1979.